# 크리스 벅

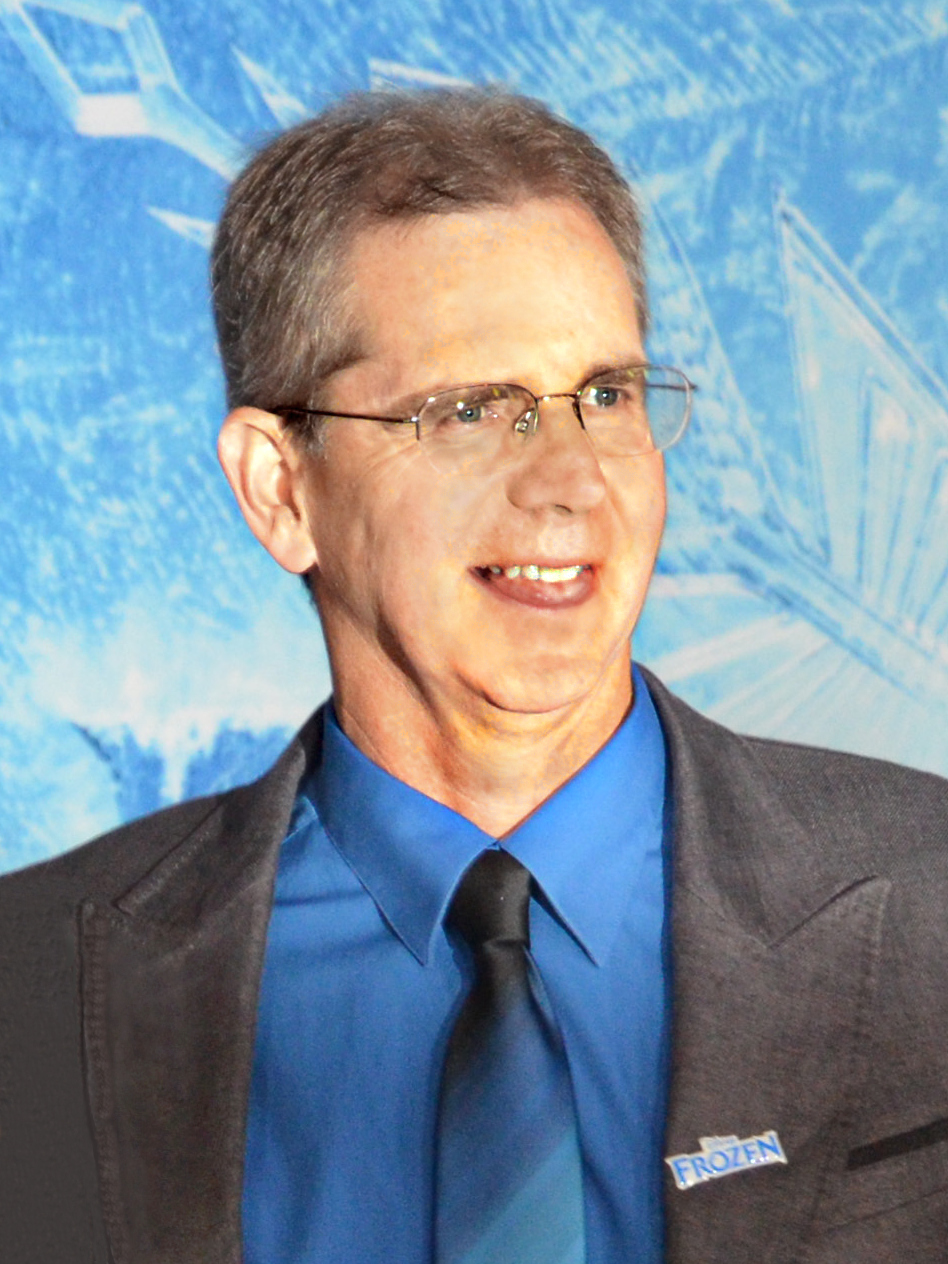
크리스 벅

크리스 벅(Chris Buck, 1960년 10월 25일 ~ )은 미국의 영화 감독이다.

## 작품 목록
- 타잔(1999)(케빈 리마와 공동 작업)
- 서핑 업(2007)(애쉬 브래넌과 공동 작업)
- 겨울왕국/겨울왕국 열기/겨울왕국2(2013,2015,2019)(제니퍼 리와 공동작업)